# Lake Pleasant
La ville de Lake Pleasant est le siège du comté de Hamilton, situé dans l’État de New York, aux États-Unis.